# Außenwirtschaftsverordnung
Die Außenwirtschaftsverordnung (AWV) ist die Verordnung zur Durchführung des deutschen Außenwirtschaftsgesetzes. Sie enthält die Genehmigungs-, Verfahrens- und Meldebestimmungen sowie die dazugehörigen Straf- und Bußgeldvorschriften. Sie trat 1961 in Kraft. 

## Gliederung
Die Außenwirtschaftsverordnung untergliedert sich in zehn Kapitel:
- Kapitel 1: Allgemeine Vorschriften
- Kapitel 2: Ausfuhr und Verbringung aus dem Inland
- Kapitel 3: Einfuhr
- Kapitel 4: Sonstiger Güterverkehr
- Kapitel 5: Dienstleistungsverkehr
- Kapitel 6: Beschränkungen des Kapitalverkehrs
- Kapitel 7: Meldevorschriften im Kapital- und Zahlungsverkehr
- Kapitel 8: Beschränkungen gegen bestimmte Länder und Personen
- Kapitel 9: Straftaten und Ordnungswidrigkeiten
- Kapitel 10: Inkrafttreten

## Exportkontrolle
Die Außenwirtschaftsverordnung regelt zusammen mit der europäischen Dual-Use-Verordnung und den sog. EU-Antiterrorismus-Verordnungen die deutsche Exportkontrolle. In der als Anlage zur Außenwirtschaftsverordnung veröffentlichten Ausfuhrliste sind alle Güter (Waren, Datenverarbeitungsprogramme (Software) und Technologien) aufgeführt, deren Export vom Bundesamt für Wirtschaft und Ausfuhrkontrolle (BAFA) genehmigt werden muss oder verboten ist.
Nach § 7 AWV sind Boykott-Erklärungen verboten.